# Noda
Noda è una città giapponese della prefettura di Chiba.

## Amministrazione

### Gemellaggi
- Shimada
- Sukagawa